# Peck (Idaho)
Peck es una ciudad ubicada en el condado de Nez Perce en el estado estadounidense de Idaho. En el censo de 2010 tenía una población de 197 habitantes y una densidad poblacional de 282,76 personas por km².

## Geografía
Peck se encuentra ubicada en las coordenadas 46°28′28″N 116°25′33″O / 46.47444, -116.42583. Según la Oficina del Censo de los Estados Unidos, Peck tiene una superficie total de 0.7 km², de la cual 0.7 km² corresponden a tierra firme y (0%) 0 km² es agua.

## Demografía
Según el censo de 2010, había 197 personas residiendo en Peck. La densidad de población era de 282,76 hab./km². De los 197 habitantes, Peck estaba compuesto por el 95.43% blancos, el 0% eran afroamericanos, el 1.02% eran amerindios, el 0% eran asiáticos, el 0% eran isleños del Pacífico, el 0% eran de otras razas y el 3.55% pertenecían a dos o más razas. Del total de la población el 0.51% eran hispanos o latinos de cualquier raza.